# SC-Kameradschaften

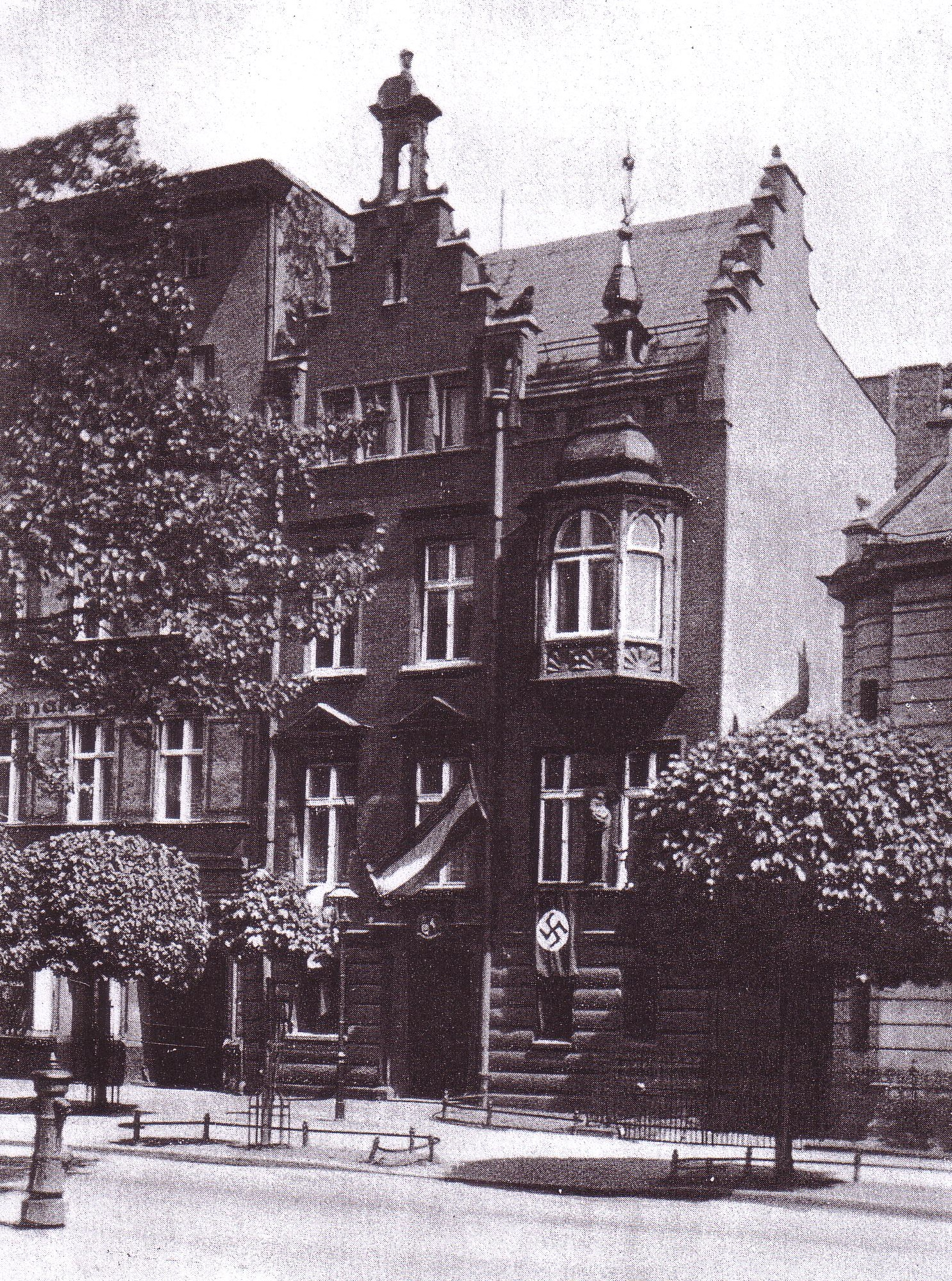
Littuanias Corpshaus in Königsberg (1935)

SC-Kameradschaften waren Kameradschaften des Nationalsozialistischen Deutschen Studentenbundes (NSDStB), deren Altherrenschaften aus Corps in einem Senioren-Convent (SC) gebildet wurden. Nach 1945 wurden nur sehr wenige Kameradschaftsmitglieder in die beteiligten Corps aufgenommen.

## Vorgeschichte
Der Kösener Senioren-Convents-Verband hatte sich im September 1935 aufgelöst. Am 6. Dezember 1935 untersagte der ehemalige CVer Albert Derichsweiler den Mitgliedern und Anwärtern des NSDStB die gleichzeitige Mitgliedschaft in noch bestehenden oder suspendierten Korporationen. Die Austrittserklärungen hatten bis zum 1. Januar 1936 zu erfolgen. Wie viele Kameradschaften der NSDStB bis Anfang 1936 aus früheren Korporationen bilden konnte, lässt sich für Erich Bauer nicht sagen; Kösener Corps waren jedenfalls nicht darunter.
Der entscheidende Schlag gegen die noch bestehenden und im stillen wiedererstandenen Verbindungen war der Erlass von Rudolf Heß vom 12. Mai 1936:

„Im Interesse einer einheitlichen Ausrichtung des deutschen Studententums verbiete ich hiermit den Parteigenossen und Angehörigen der Gliederungen der Partei, die noch auf deutschen Hochschulen und Fachschulen studieren, die Mitgliedschaft in einer noch bestehenden Verbindung oder Vereinigung.“

Aber wiederum erfüllten sich die Erwartungen des NSDStB nicht; denn die zusammengewürfelten Kameradschaften ließen kein Gemeinschaftsgefühl entstehen und die Korporationen verübelten dem NSDStB die anhaltenden Beschimpfungen. Der erwartete Zustrom der korporierten und nichtkorporierten Altakademiker in die Studentenkampfhilfe blieb ebenfalls aus. Keine Propaganda änderte etwas an ihrer Überzeugung, dass es dem NSDStB weit weniger auf die beschworene Einigung des Akademikertums als auf die Schaffung einer Hausmacht, auf Geld und die Überlassung der Korporationshäuser ankam. Als Eigentümer der Corpshäuser suchten deshalb die weiterbestehenden Altherrenvereine den Anschluss an eine Kameradschaft. Dass sie auch solche gründeten, hatte vor allem ideelle Gründe. Nur so konnte die Verbindung zur jungen Generation erhalten werden. Außerdem fürchteten sie ihre Auflösung, wenn sie sich nicht dem Nationalsozialistischen Altherrenbund anschließen und dort eine Kameradschaft betreuen würden.
Nach Kriegsbeginn nahm der Anteil der aktiven Nationalsozialisten in der Studentenschaft deutlich ab, weil sie sich zumeist als Kriegsfreiwillige meldeten. Der NSDStB konnte kaum noch Führungspositionen besetzen. Unter dem Einfluss der korporierten Alten Herren kehrten die SC-Kameradschaften im Laufe des Krieges großenteils zum traditionellen Corpsleben zurück.

## Kameradschaften und Kösener Corps

### Berlin
- Bernhard Schulze-Hagen – 3. November 1938, Märkerhaus: Marchia, Guestphalia, Vandalia, Normannia, Borussia und Teutonia.

Der große Berliner Senioren-Convent (KSCV) beteiligte sich mit fast 400 Mitgliedern an nur einer Kameradschaft. Die „Gemeinschaft Studierender an der Militärärztlichen Akademie in Berlin“ war keine Kameradschaft, sondern eine getarnte Fortsetzung des von Hamburg nach Berlin zurückgekehrten Pépinière-Corps Suevo-Borussia. Am 1. April 1942 bestanden an der Friedrich-Wilhelms-Universität 28, an der Technischen Hochschule Berlin 21 Kameradschaften.

### Bonn
- Yorck von Wartenburg – 30. April 1938 bis 1945, Rhenanenhaus: Rhenania, Saxonia und Teutonia. Nach und nach wurde Rhenania zum getarnten Corps, das im März 1941 die ersten Mensuren focht.
- Ernst vom Rath – 1938 bis 1942, Westfalenhaus: Guestphalia, Palatia und Hansea.

Am 1. April 1942 bestanden an der Rheinischen Friedrich-Wilhelms-Universität zwölf Kameradschaften.

### Breslau

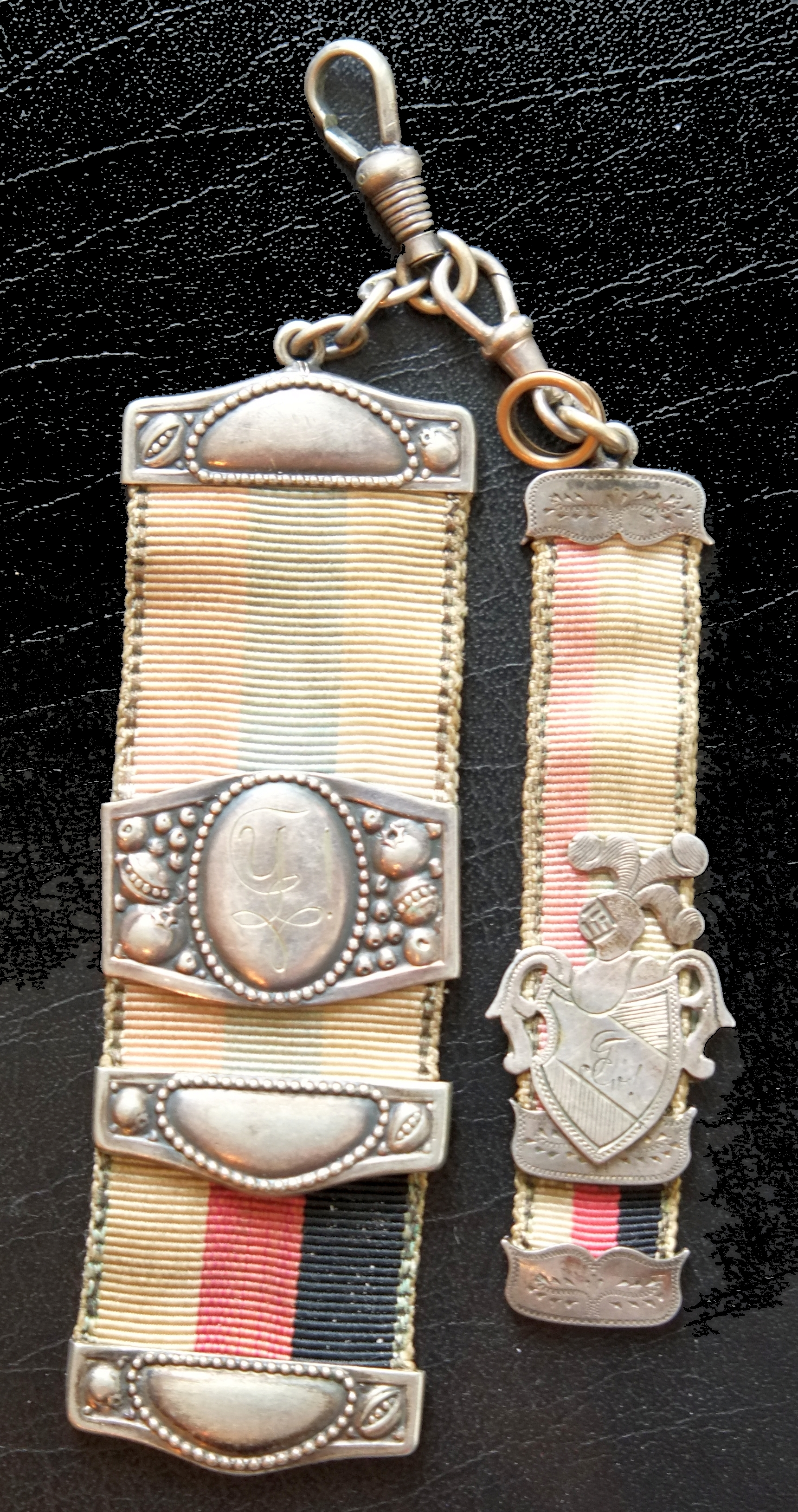
Kameradschaft Yorck (Zipfel mit Farben der Corps Silesia und Borussia)

- Kameradschaft Carl von Clausewitz (Breslau)
- Yorck – 1938 bis 1945, Schlesierhaus: Silesia und Borussia. Persönliche Beziehungen von einigen Mitgliedern der 1936 gegründeten Kameradschaft zu Schlesiern führten zur Aufnahme in das Schlesierhaus. Nach kurzer Zeit fühlten sich die Mitglieder mehr der Corpstradition als dem NSDStB verbunden. Viele Schlesiersöhne wurden Mitglied. Die Ausbildung im Schlägerfechten war Pflicht; Mensuren wurden aber nicht gefochten. Vereinzelt wurden ehemalige Mitglieder der Yorck beim Corps Silesia nach dem Zweiten Weltkrieg aufgenommen.
- Himmelwitz – 1936 bis 1945, Lausitzerhaus: Nachdem Lusatia zu Anfang des Wintersemesters 1935/36 suspendiert hatte, bezog die Kameradschaft Himmelwitz das Corpshaus. Benannt nach dem Einsatzort der Kameradschaft im Landdienst und ganz auf der Linie des NSDStB, entfernte sie die Bilder und Embleme des Corps. Sie empfahl den Alten Herren auf dem Haus keine Farben zu tragen und versuchte aus anderen Akademikern eine Altherrenschaft aufzubauen. Erst nach geraumer Zeit besserte sich das Verhältnis ein wenig. Die Alten Herren durften ein Zimmer für eigene Zwecke nutzen. Als der Druck des NSDStB nach 1940 wuchs und die Enteignung des Corpshauses drohte, legte der Corpshausverein Lusatia e. V. den Namen ab. Er trat offiziell als Altherrenverein der Kameradschaft auf. Alte Herren der Kameradschaft traten ihm nicht bei. Die Beziehungen blieben sehr lose.

Am 1. April 1942 bestanden an der Schlesischen Friedrich-Wilhelms-Universität zwölf, an der Technischen Hochschule Breslau sechs Kameradschaften.

### Erlangen
Die Vertreter von neun Erlanger Korporationen beschlossen 1933 von der Einrichtung von Kameradschaftsheimen zunächst abzusehen. Nur der Wingolf und Onoldia richteten im WS 33/34 versuchsweise Kameradschaftsheime ein. Der örtliche Gauleiter Julius Streicher verbot die „Kasernierung von Angehörigen der Erlanger Studentenverbindungen“ – angeblich im Interesse der örtlichen Zimmerwirtinnen.

#### Kameradschaften
- Dietrich Eckart – 1937 bis 1942, Ansbacherhaus: Onoldia. Um der Auflösung der Altherrenschaften zu entgehen, beteiligten sich Ansbacher und Erlanger Rhenanen 1937 an der Altherrenschaft der Kameradschaft Dietrich Eckart. Die Eintragung beim Nationalsozialistischen Altherrenbund fand nie offiziell statt.[5] De iure hat die Altherrenschaft Dietrich Eckart nie existiert, weil der verantwortliche Ansbacher Hans Christoph Freiherr Tucher von Simmelsdorf hier verzögerte und unter anderem die Mitgliederliste nicht an den Nationalsozialistischen Altherrenbund weiterleitete.[6][7]
- Hans Knirsch – Bestandszeit unbekannt, Bayreutherhaus: Baruthia und Bavaria.
- Ludendorff – 19. Juni 1938 bis 1945, Westfalenhaus: Guestphalia. Die Kameradschaft focht zunächst noch Mensuren. Der NSDStB setzte sich durch.

Am 1. April 1942 bestanden an der Friedrich-Alexander-Universität sechs Kameradschaften. 1947 wurde die Wiederzulassung des Corpsphilistervereins beschlossen. 1951 lehnte ein Bundesconvent der Ansbacher ab, Angehörigen der Kameradschaft eine Mitgliedschaft bei Onoldia zu gewähren.

#### Waffenschaft Erlangen
Keine Kameradschaft war die im Wintersemester 1939/40 gegründete Waffenschaft mit der Couleur schwarz–weiß–rot auf Silber. Die meisten Mitglieder hatten verwandtschaftliche Beziehungen zu Corpsstudenten. Sie wollten fechten, lehnten sich aber nirgends an. Sie bildeten eine eigene Paukgemeinschaft und fochten Mensuren auf dem Fechtboden des Nürnberger Fechtmeisters Kurt Berthold.

### Frankfurt am Main
An der Johann Wolfgang Goethe-Universität Frankfurt am Main bestanden am 1. April 1942 acht Kameradschaften, darunter keine SC-Kameradschaft.

### Freiburg
Nach außen hin hatten sich die Korporationen an der Albert-Ludwigs-Universität Freiburg im Oktober 1935 aufgelöst. Als die Lage günstiger geworden zu sein schien, schlossen sich am 9. Januar 1936 die Corps Rhenania, Suevia, Hasso-Borussia und Hubertia, die Albingia (Miltenberger Ring), die Burschenschaft Alemannia Freiburg und die Landsmannschaften Thuringia und Zaringia zum Freiburger Waffenring zusammen. Zu diesen acht traten noch fünf andere Verbindungen. Man trug Couleur und nannte sich – ganz egalitär – „Verbindung im Freiburger Waffenring“. Als Rudolf Heß im Mai 1936 die Unvereinbarkeit von Nationalsozialismus und Korporationen festgestellt hatte, zog man sich in ein getarntes Dasein zurück, hielt aber den Korporationsbetrieb intern aufrecht. Von Kriegsbeginn bis zum 8. Januar 1940 war die Universität geschlossen. Im Sommersemester 1941 entstand ein neuer Waffenring mit einheitlichem Fecht-Comment. Mitglieder waren diejenigen Kameradschaften, die aus den Corps Rhenania, Suevia und Hubertia, aus den Burschenschaften Alemannia, Teutonia und Saxo-Silesia sowie aus der Landsmannschaft Saxo-Thuringia hervorgegangen waren. Die örtliche Studentenführung lag seit 1941 stets in den Händen eines Angehörigen des Waffenrings. Mit der Operation Tigerfish kam das Kameradschaftsleben zum Erliegen. Die Universität stellte den Lehrbetrieb ein.
Die Freiburger Corps beteiligten sich an vier Kameradschaften:
- Admiral Scheer – Sommersemester 1938 bis Wintersemester 1944/45, Rhenanenhaus: Rhenania hatte auch nach dem Heß-Erlass den Corpsbetrieb in vollem Umfang fortgeführt. Als Gustav Adolf Scheel Ende 1938 die Kameradschaften in Anlehnung an die Altherrenschaften der Korporationen umstrukturierte, erschien es zweckmäßig, in den äußeren Formen einer Kameradschaft aufzutreten. Rhenania benannte sich nach Reinhard Scheer, dessen Sohn Rudolf Scheer-Hennings Rhenane war.
- Schwabenland – 6. November 1938 bis Wintersemester 1944/45, Schwabenhaus: Suevia führte den Corpsbetrieb als Kameradschaft im 1. Waffenring fort und baute ihn 1941 im 2. stark aus. Die letzte Partie wurde vier Wochen vor der französischen Besetzung Freiburgs geschlagen.[10]
- K VIII, ab 1943 Reinhold Beyl – 22. April 1939 bis Wintersemester 1944/45, anfänglich im Hessenpreußenhaus: Hasso-Borussia unterhielt keinen Corpsbetrieb und focht keine Mensuren.[A 2]
- Hermann Löns – 31. Januar 1938 bis Wintersemester 1944/45, Hubertenhaus: Nachdem sich der NSDStB in Hubertias Kameradschaft durchgesetzt hatte und das Fechten eingestellt worden war, gedieh die Kameradschaft auf ausgesprochen waffenstudentischer Grundlage im 2. Waffenring.

### Gießen
- van Geöns  – 1938 bis Kriegsausbruch, kein Corpshaus: Teutonia, Starkenburgia und Hassia.

Benannt nach dem Kameradschaftsführer Hilrich van Geöns, wurde sie der Altherrenschaft aus dem Gießener Senioren-Convent fertig übergeben. Am 1. April 1942 bestanden an der Hessischen Ludwigs-Universität acht Kameradschaften.

### Göttingen
- Freiherr vom Stein – 5. Mai 1939 bis Wintersemester 1944/45, Hannoveranerhaus: Hannovera, Hercynia und Teutonia.

Vor allem auf Betreiben von Hans Ponfick bildete der Göttinger Senioren-Convent eine von acht Kameradschaften an der Georg-August-Universität. Im Streit über den Vorrang von Nationalsozialismus oder Corps trat die Hälfte der Mitglieder aus. Noch 1940 wandelte sich die Kameradschaft intern in eine Korporation um. Sie schaffte das Führerprinzip ab und nahm die Farben blau–weiß–grün an. Die „geheime“ Satzung entsprach der Constitution der Hannovera. Da die Verhältnisse in Göttingen zu ungünstig lagen, wurden ab 1942 gelegentlich auswärtige Mensuren (in Freiburg und Bonn) gefochten. Zur Marburger Kameradschaft Allmenröder entwickelten sich enge Kartellbeziehungen. Das Verhältnis zu den Alten Herren der Freiherr vom Stein war ausgesprochen eng; zahlreiche Söhne und Verwandte Alter Herren wurden aktiv. Altherrenvorsitzende der Kameradschaft waren bis 1941 der Hannoveraner Kurt Heinrichs, dem nach dessen Versetzung nach Berlin der Göttinger Sachse Wichard von Massenbach folgte.
1943 schlossen Freiherr vom Stein, Herzog Friedrich Wilhelm von Braunschweig (Burschenschaft Brunsviga), Hermann von Salza (Burschenschaft Holzminda) und die Gemeinschaft Friesland (Burschenschaft Frisia) einen „Vertrag zur Wahrung gemeinschaftlicher Interessen“, der sich auch über 1945 hinaus bewährte. Freiherr vom Stein wurde in der Nachkriegszeit die Keimzelle von Hannovera, Bremensia und Teutonia-Hercynia.

### Graz
Im Mai 1938 wurden die etwa 20 Grazer Waffenkorporationen in Kameradschaften umgewandelt. Der SC (Joannea, Teutonia, Vandalia) und die Landsmannschaft Viruna hatten die Kameradschaft Wilhelm Gustloff zu bilden. Zugewiesen war ihr das ehemalige Joanneerhaus.

### Greifswald
- Yorck – 3. August 1937 bis März 1945: Borussia, Pomerania und Guestfalia.

Die Kameradschaft wurde auf Veranlassung der örtlichen Studentenführung ausdrücklich zu dem Zweck gegründet, die „Tradition der Greifswalder Corps zu übernehmen“. Dementsprechend setzte sich das corpsstudentische Brauchtum durch. Im Sommersemester 1943 wurde die Constitution der Borussia übernommen. Gefochten wurde nicht. Recipierte Mitglieder erhielten ein schwarz–weiß–schwarzes Band. Die Beziehungen zwischen der Kameradschaft und den Alten Herren waren sehr eng.

### Halle
- Gustav Nachtigal – Oktober 1938 bis 1945, Altmärkerhaus: Borussia, Guestphalia, Palaiomarchia, Teutonia, Neoborussia und Normannia.

Zwar waren 50–60 % der Alten Herren in der SC-Kameradschaft; sie hielten sich aber im ganzen gesehen sehr von ihr zurück. Mensuren wurden nicht gefochten. 1944 wurde sie vom NSDStB „wegen Interesselosigkeit“ aufgelöst. Am 1. April 1942 bestanden an der (1933 so benannten) Martin-Luther-Universität Halle-Wittenberg acht Kameradschaften.

### Hamburg
Am 1. April 1942 bestanden an der Universität Hamburg zehn Kameradschaften, darunter keine SC-Kameradschaft.

### Hannoversch Münden
- Bismarck – 1936 bis 1945.

98 % der Alten Herren des suspendierten Pépinière-Corps Saxonia anerkannten die Kameradschaft als Fortsetzung ihres Bundes. Gefochten wurde nicht. Insgesamt bestanden zwei Kameradschaften in Hannoversch Münden.

### Heidelberg
- Axel Schaffeld – Mai 1939 bis 1945, kein Corpshaus: Suevia, Guestphalia, Saxo-Borussia, Vandalia und Rhenania.

Die Kameradschaft an der Ruprecht-Karls-Universität war eine Schöpfung des Reichsstudentenführers Gustav Adolf Scheel. Sie nahm für sich in Anspruch, als erste Kameradschaft um die Jahreswende 1935/36 gegründet worden zu sein. 1938 hatte sie bereits 20 Alte Herren. Auf der Suche nach einer finanzstarken Altherrenschaft bot die Heidelberger Studentenführung die Kameradschaft den Altherrenvereinen des Heidelberger Senioren-Convents an. Um der Auflösung zu entgehen, willigten sie ein; die 750 Alten Herren beschränkten sich aber auf die Zahlung der Beiträge.

### Jena
- Saaleck – 10. Dezember 1938 bis 1942, Sachsenhaus: Thuringia, Franconia, Guestphalia und Saxonia.

Zuerst nach ihrem Kameradschaftsführer Wehner benannt, entstand Saaleck als sechste von neun Kameradschaften an der Friedrich-Schiller-Universität. Sie wurde nach den Grundsätzen des NSDStB geführt, kümmerte nach Kriegsbeginn und ging 1942 ein. Gefochten wurde nicht. Der Zusammenhalt zwischen den Alten Herren und der Kameradschaft war gut. Eine Zeitlang bestanden befreundete Beziehungen zur Leipziger Kameradschaft Markgraf von Meißen.

### Kiel
Am 1. April 1942 bestanden an der Christian-Albrechts-Universität fünf Kameradschaften, darunter keine SC-Kameradschaft.

### Köln
- Eugen Zintgraff – 25. Februar 1939 bis 1945, Hanseatenhaus: Hansea und Suevia-Straßburg.

Die Kameradschaft an der Universität Köln wurde mit einer Altherrenschaft von Hansea und Suevia-Straßburg gegründet. Nach den Vorgaben des NSDStB aufgezogen, setzte sich ab 1940 das Brauchtum beider Corps wieder durch. Mensuren wurden nicht gefochten. Zeitweise waren Hanseaten Kameradschaftsführer. Infolgedessen waren die Beziehungen zwischen Kameradschaft und Altherrenschaft eng. Als die Schwaben Ende 1941 „in einer großen Illusion“ nach Straßburg zurückkehrten, löste sich die Kameradschaft formell auf. Zum 1. Januar 1942 gründete sie sich in eine neue Kameradschaft um, die 1944 den Namen Kölner Hanse erhielt. Das Kameradschaftshaus – Hanseas Corpshaus – wurde in der Operation Millennium zerstört.

### Königsberg
An der Albertus-Universität unterstützten Alte Herren zweier Corps zwei Kameradschaften:
- Liebenberg 1938–1945, Masurenhaus: Masovia
- Tannenberg 1938–1944, Littauerhaus: Littuania. Littuanias Führer war Alfred Funk.

### Leipzig

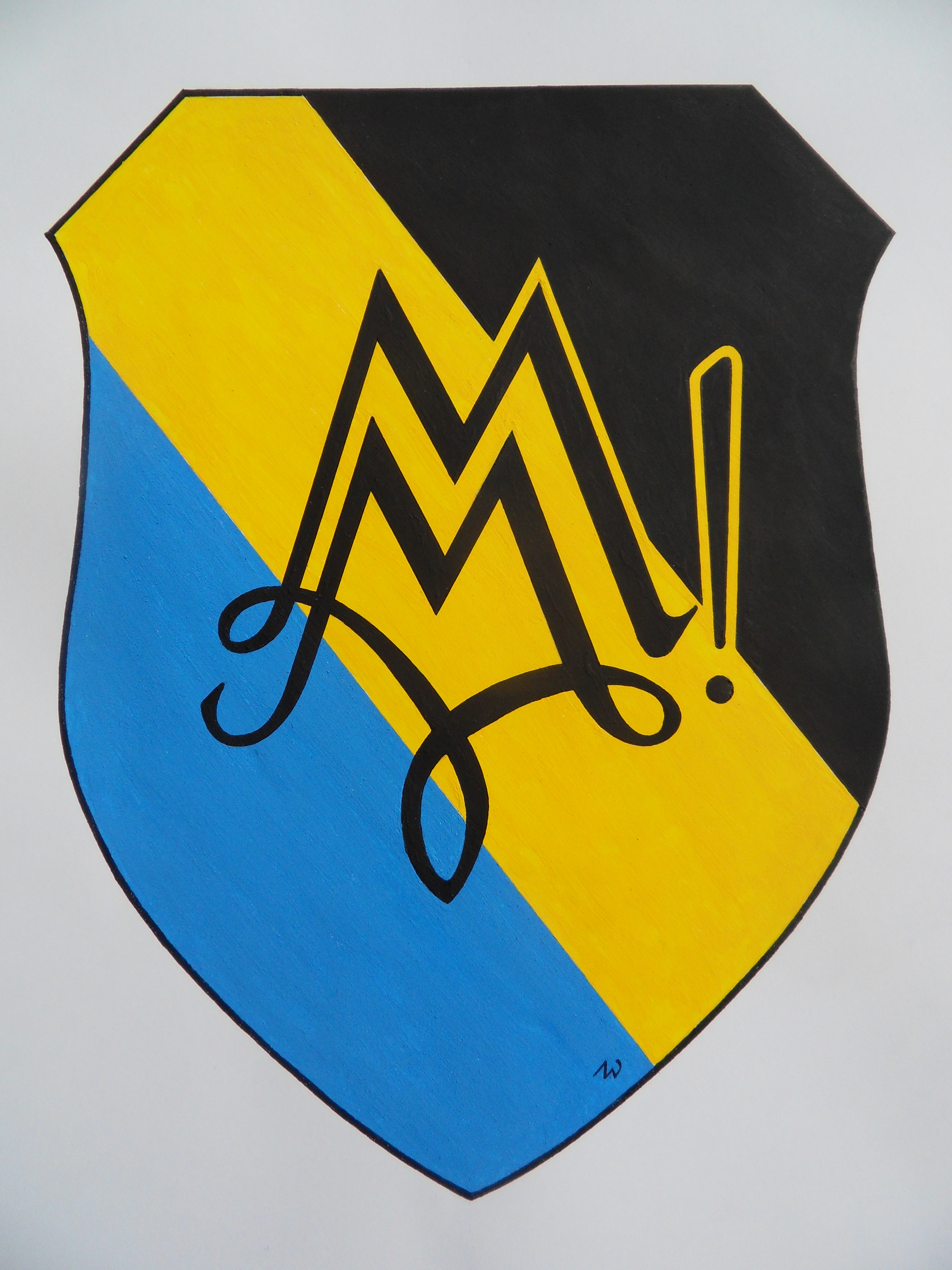
Markgrafschaft (1940)

- Markgraf von Meißen – 13. Dezember 1937 bis 1945, erst Sachsenhaus, dann Lausitzerhaus: Lusatia, Saxonia, Thuringia und Budissa.

Im Zusammenwirken mit den drei anderen Altherrenvereinen betrieb Barnewitz Saxoniae die Gründung der Kameradschaft nach den Normen des NSDStB; sie entwickelte sich aber nach korporationsstudentischen Grundsätzen. Sie beschloss 1940 eine Constitution und nannte sich „Markgrafschaft“ bis zur geheimen Stiftung des Corps Misnia IV im Jahre 1942. An der Universität Leipzig bestanden am 1. April 1942 zwölf Kameradschaften.

### Marburg

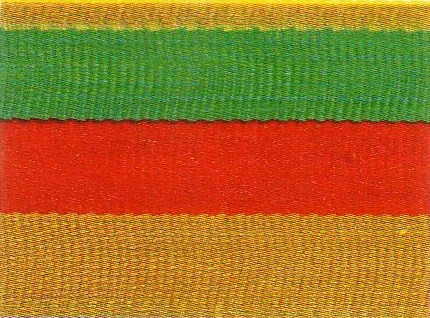
Carl Allmenröder (1942)

- Carl Allmenröder – 5. November 1938 bis 28. März 1945, Teutonenhaus: Teutonia, Hasso-Nassovia, Guestphalia

Die Corps an der Philipps-Universität hatten sich erst nach dem Heß-Erlass nach außen aufgelöst; sie setzten aber intern den Corpsbetrieb fort und trafen sich auf dem Teutonenhaus. Erst kurz vor der vom Reichsstudentenführer gesetzten Ausschlussfrist entschlossen sie sich zur Gründung einer Kameradschaft, um die Altherrenvereine zu erhalten. Kameradschaft war von vornherein nur ein Deckname. Richtschnur war Teutonias Constitution, die im Dezember 1943 nochmals überarbeitet wurde. Im Bierzipfel wurden die Grundfarben grün–schwarz–blau der drei beteiligten Corps, ab dem Sommersemester 1942 grün–rot–gold getragen. Die Chargen wurden gewählt; das Führerprinzip galt nicht. In der Zeit vom 30. Oktober 1940 bis 1944 wurden zahlreiche Mensuren gefochten. Enge Beziehungen bestanden zu den Kameradschaften Freiherr vom Stein in Göttingen und Gustav Nachtigal in Halle. Am 20. Dezember 1946 fanden sich ehemalige Allmenröder zum Akademischen Club zusammen. Er wurde später als Fortsetzung von Teutonia anerkannt.

### München
An der Ludwig-Maximilians-Universität beteiligten sich Alte Herren an neun Kameradschaften.
- Prinz Eugen – 1937 (1938) bis 1945, Schwabenhaus: Suevia, siehe Steffen Berg.
- Paul de Lagarde – Wintersemester 1938/39 bis 1945: Brunsviga, Bavaria und Arminia.
- Friedrich Friesen – November 1937 bis 1945, Pfälzerhaus: Palatia.
- Peter Donhäuser: Isaria hatte nach 1935 noch einige Zeit weiterbestanden, aber keine Receptionen mehr vorgenommen und keine Mensuren gefochten. Ohne etwas mit ihr zu tun zu haben, stellte sie der Kameradschaft das Isarenhaus zur Verfügung.
- von Scheubner-Richter – Wintersemester 1938/39, Frankenhaus: Franconia.
- Horst Wessel – 1938 bis 1945, Makarenhaus: Makaria.
- Heinrich der Löwe – Wintersemester 1937/38 bis 1945, Hubertenhaus: Hubertia. Nach Zuteilung der Kameradschaft an Hubertias Altherrenschaft und dem Eintritt einiger Altherrensöhne wurde versucht die Vorgaben des NSDStB mit der Hubertentradition zu verbinden. Ab 1944 rückte die politische Erziehung wieder in den Vordergrund. Mensuren wurden nicht gefochten.
- Houston Stewart Chamberlain – 26. November 1938 bis 1945, Hercynianerhaus: Hercynia und Guestphalia (WSC). Drei Viertel der Altherrenschaften schlossen sich der Kameradschaft an. Pauken war Pflicht; Mensuren wurden aber nicht gefochten.
- Theodor von der Pfordten: Transrhenania und Ratisbonia. – Transrhenanenhaus.
- Paul Ernst: Rheno-Palatia.

### Münster
- Friedrich Harkort – Wintersemester 1942/43 bis Sommersemester 1944, Gastwirtschaft Altmünster: Rheno-Guestphalia.

Aus Angehörigen der Studentenkompanie um den später gefallenen Sanitätsfeldwebel Mörth hatte sich eine Gemeinschaft gebildet, die waffenstudentische Tradition pflegen wollte. Sie paukte sich unter Anleitung eines Bonner Preußen ein und hielt ihren ersten Bestimmtag mit der Kameradschaft Wehrwolf (Burschenschaft Franconia) ab. Sie suchte und fand Unterstützung bei Alten Herren der Rheno-Guestphalia. Um der einjährigen Probezeit zu entgehen, gab sich die Kameradschaft als Fortsetzung der bei Kriegsbeginn suspendierten Kameradschaft Friedrich Harkort aus. Trotz Disziplinarstrafen seitens der Wehrmacht wurden mit Billigung von Münsters Polizeipräsidenten Mensuren gefochten. Die Aktiven trugen Rheno-Guestphalias Farben. Enge Beziehungen bestanden zum Wehrwolf und zum Alte-Herren-Senioren-Convent. Als im Wintersemester 1944/45 die Westfälische Wilhelms-Universität geschlossen und die Studentenkompanie nach Würzburg verlegt wurde, setzten dort 14 Harkorter das Corps bis zum Bombenangriff auf Würzburg am 16. März 1945 fort.

### Rostock
Am 1. April 1942 bestanden an der Universität Rostock fünf Kameradschaften, darunter keine SC-Kameradschaft.

### Straßburg

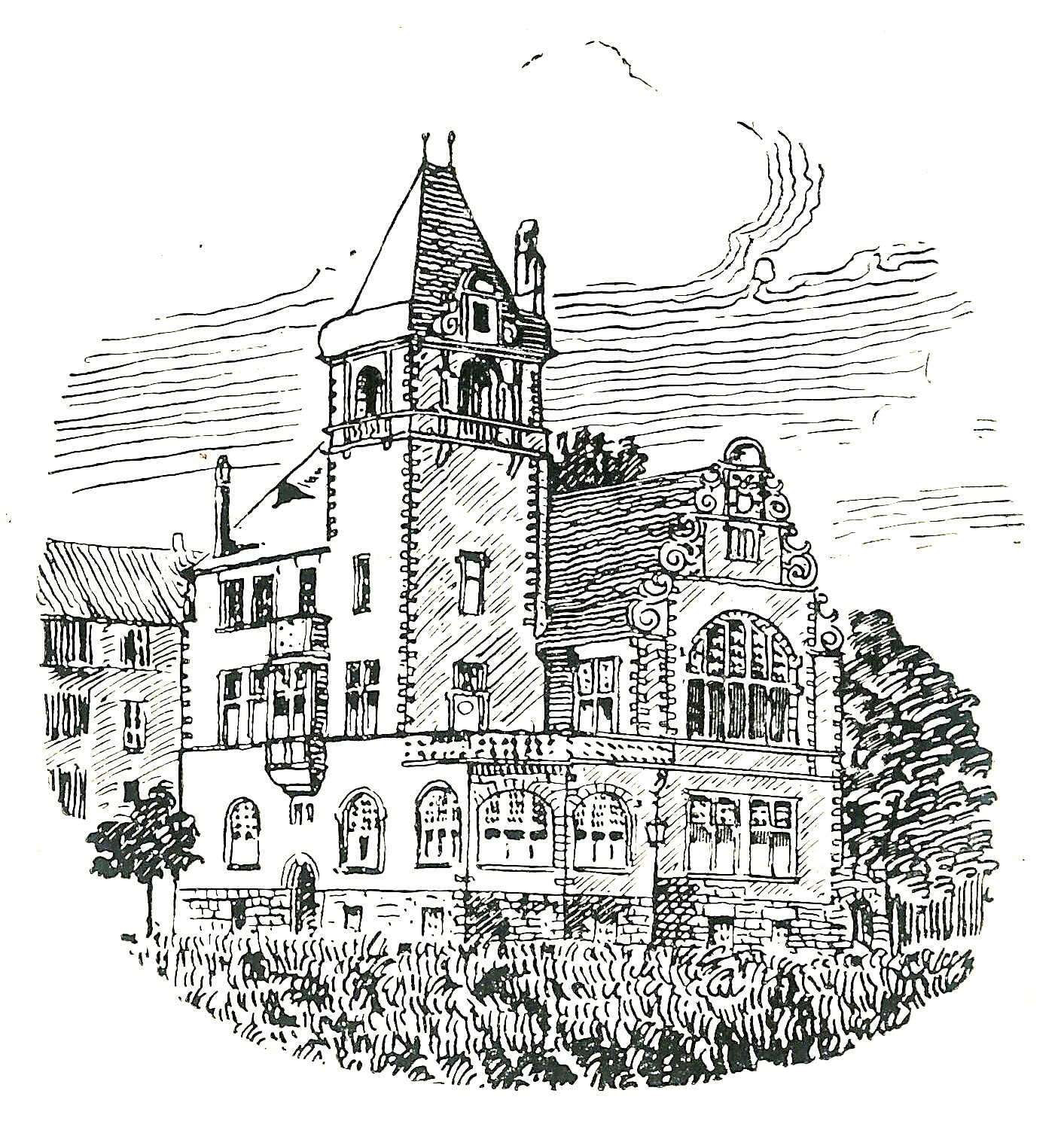
Palaio-Alsatias Corpshaus

Nachdem die Wehrmacht am 19. Juni 1940 in das leergezogene Straßburg einmarschiert war, eröffnete die Reichsuniversität Straßburg am 23. November 1941 den Lehrbetrieb. Deshalb beschlossen die 1919 aus Straßburg vertriebenen Corps Suevia, Palatia und Palaio-Alsatia in ihre Heimat zurückzukehren.
- Rudolf von Bennigsen, mit einer Altherrenschaft aus Suevia gegründet von Wilhelm Röhl.
- Fürst Bismarck, gegründet mit einer Altherrenschaft aus Palatia unter Beteiligung von 40 Alten Herren des Corps Rhenania Straßburg.
- Friedrich Barbarossa: Palaio-Alsatia. An der Feier zur Eröffnung der Reichsuniversität nahmen sieben Alt-Elsässer teil. Da das aktive Corps bereits verboten war, wurde am selben Tage die Altherrenschaft 9 im Hochschulring Universität Straßburg gegründet. Zu diesem Zeitpunkt stand Palaio-Alsatias ehemaliges Corpshaus im Reichseigentum. Es sollte dem Eigentum wieder zugewiesen werden, sobald die Altherrenschaft 9 in das Vereinsregister eingetragen war. Das Corpshaus in Frankfurt am Main stand zu jener Zeit noch im Eigentum von Palaio-Alsatias Altherrenschaft. Die Altherrenschaft 9, vertreten durch Palaio-Alsatias Ehrenmitglied Friedrich Münzer, verhandelte mit dem NS-Altherrenbund über den Tausch der Corpshäuser in Straßburg und Frankfurt mit dem Ergebnis, dass am 25. November 1942 das Straßburger Haus der Altherrenschaft 9 zu Eigentum und das Frankfurter Haus dem NS-Altherrenbund zu Eigentum übergeben wurde. Da das Haus in der Straßburger Geilerstraße lange leer gestanden hatte und verwahrlost war, musste es aufwändig erneuert werden. Palaio-Alsatias Altherrenschaft bestand 1942 noch überwiegend aus Elsässern; ein Teil war nach Deutschland vertrieben. Das war die „große Illusion“, dass das Corps in sein altes Haus wieder einziehen konnte. Die studentische Gemeinschaft (der aktive Teil) der Altherrenschaft 9 wurde im Sommersemester 1942 als Kameradschaft Friedrich Barbarossa gegründet und zunächst von der studentischen Gemeinschaft 10 unter der Führung von stud. iur. Jens Jessen angegliedert und betreut. Am 1. Mai 1943 wurde sie als selbständige Kameradschaft Friedrich Barbarossa anerkannt. Von den 45 Studenten aus der Zeit von 1942 bis 1944 wurde einer Corpsschleifenträger.[16]

Die drei Kameradschaften hatten zunächst starken Zulauf von Elsässern, denen die Bildung einer Kameradschaft nicht erlaubt worden war. Die wichtigen Ämter wurden stets von Studenten aus dem Altreich besetzt. Der innere Betrieb unterschied sich infolge der späten Gründung schon wesentlich von den Vorgaben des NSDStB und kam den Formen der früheren Corps nahe. Die Mitglieder wurden auf Palatias Constitution verpflichtet und trugen ein rot–silber–violettes Band.
Mensuren wurden nicht geschlagen. Alle drei Kameradschaften konnten die früheren Corpshäuser beziehen. Das Verhältnis zu den Alten Herren war gut. Als im Elsass am 25. August 1942 die Wehrpflicht eingeführt wurde, änderte sich die Herkunft des Nachwuchses. Die Elsässer zogen sich zurück. An ihre Stelle traten Kriegsversehrte aus dem Altreich, die in großer Zahl an der Reichsuniversität studierten. Wenn auch durch den Kriegsverlauf immer mehr geschwächt, bestanden die Kameradschaften bis zum Einzug der Seventh United States Army in Straßburg am 23. November 1944.

### Tharandt
- Hermann Löns, gegründet mit einer Altherrenschaft aus den Corps Silvania und Hercynia unter Beteiligung der Tharandter Tischgesellschaft „Zum Burgkeller“, die seit 1933 dem Verband der Vereine Deutscher Studenten angehörte. Die Kameradschaft war ganz nach den Vorschriften des NSDStB aufgebaut. Auch nach Übernahme der Betreuung durch die Alten Herren war die Verbindung zu ihnen nur sehr lose. Hermann Löns war die einzige Kameradschaft an der Forstlichen Hochschule Tharandt und bestand vermutlich bis zum Kriegsende.

### Tübingen

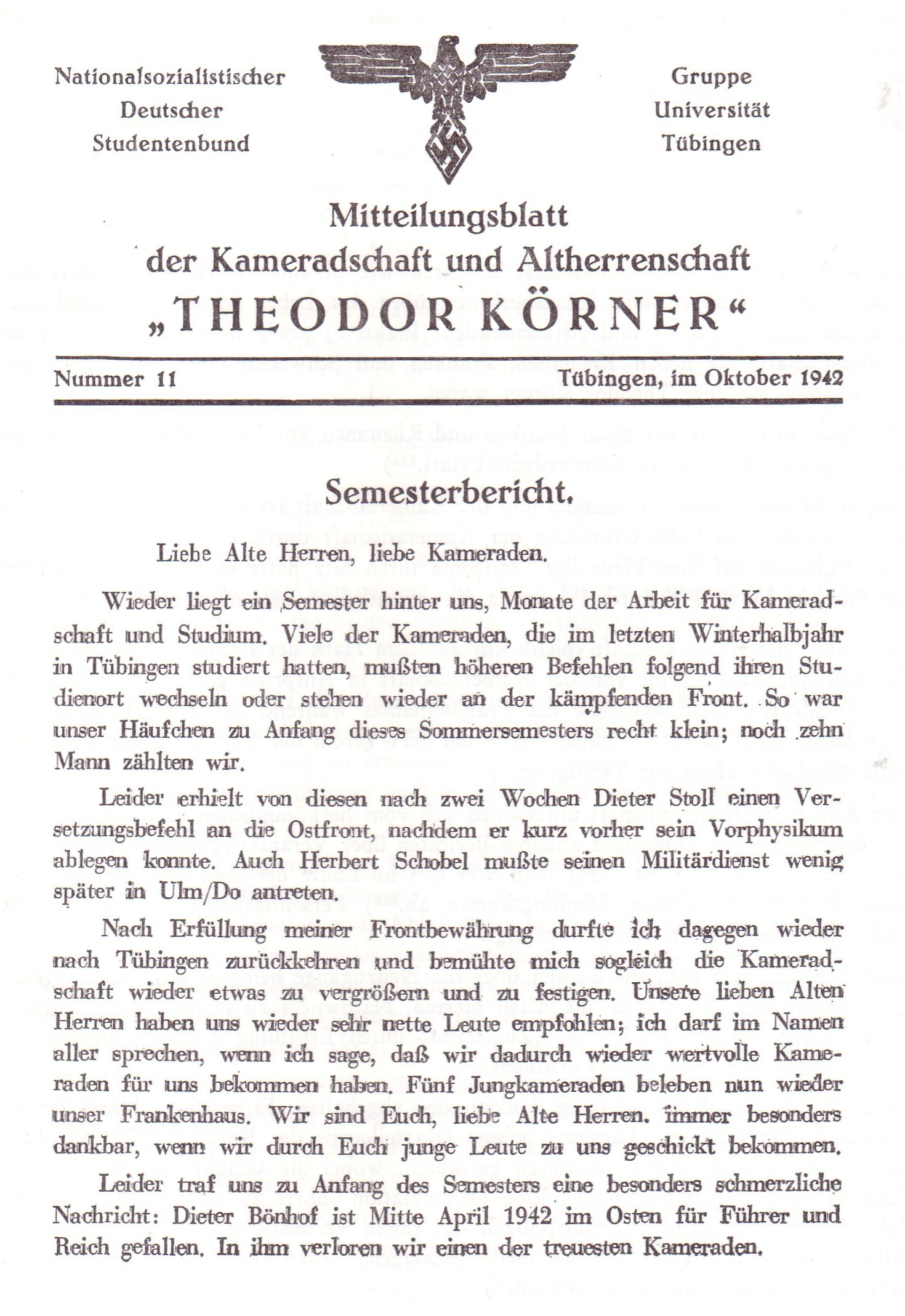
Theodor Körner (1942)

An der Eberhard Karls Universität beteiligten sich Alte Herren aus den vier Corps an zwei von zwölf Kameradschaften:
- Theodor Körner – WS 1937/38 bis 1945, Frankenhaus: Alte Herren der Franconia veranlassten die Gründung der Kameradschaft. Alte Herren der Rhenania und der Suevia schlossen sich unter dem Vorbehalt einer eigenen Kameradschaft an. 1941 hatte Theodor Körner 800 Mitglieder. Äußerlich hielt sie sich an die Normen des NSDStB, innerlich war sie eine Fortsetzung des Corps. Gefochten wurde von Ende 1941 bis Anfang 1943 mit der Kameradschaft, die aus der Burschenschaft Germania Tübingen, der Tübinger Burschenschaft Derendingia und der schwarzen Verbindung Saxonia hervorgegangen war.[17] Gelegentlich wurde auch gegen Angehörige der Stuttgarter Kameradschaft Götz von Berlichingen gefochten. Als der Sicherheitsdienst des Reichsführers SS wegen des Fechtens Untersuchungen eingeleitet hatte, unterband der AH-Vorsitzende Otto Wagner die Mensuren;[A 3] der Betrieb blieb aber völlig korporationsmäßig. Ein AH der Franken war Fuchsmajor; ein moosgrün–rosa Band wurde eingeführt. Der „CC der Franconia“ beteiligte sich 1944 am Versuch der KSCV-Rekonstitution, zog sich aber wegen der Beobachtung in Tübingen zurück.
- Friedrich von Schiller: Die Alten Herren der Rhenania verließen am 1. April 1943 Theodor Körner und gründeten mit Genehmigung des Reichsstudentenführers die Kameradschaft Friedrich von Schiller im Nationalsozialistischen Altherrenbund. Die aktive Kameradschaft sollte erst nach dem Krieg entstehen; denn das Rhenanenhaus diente als Lazarett.

### Wien
Nach dem Anschluss Österreichs entstanden an der Universität Wien elf Kameradschaften. Drei wurden von Alten Corpsstudenten unterstützt:
- Horst Wessel: Saxonia, Alemannia und Hilaritas.
- General Kraus: Posonia und Cheruscia.
- Prinz Eugen: Hansea und Symposion

Sie nahmen keine neuen Mitglieder auf. Trotz Aufforderung in der Deutschen Corpszeitung wurden in Österreich keine weiteren SC-Kameradschaften gegründet.

### Würzburg

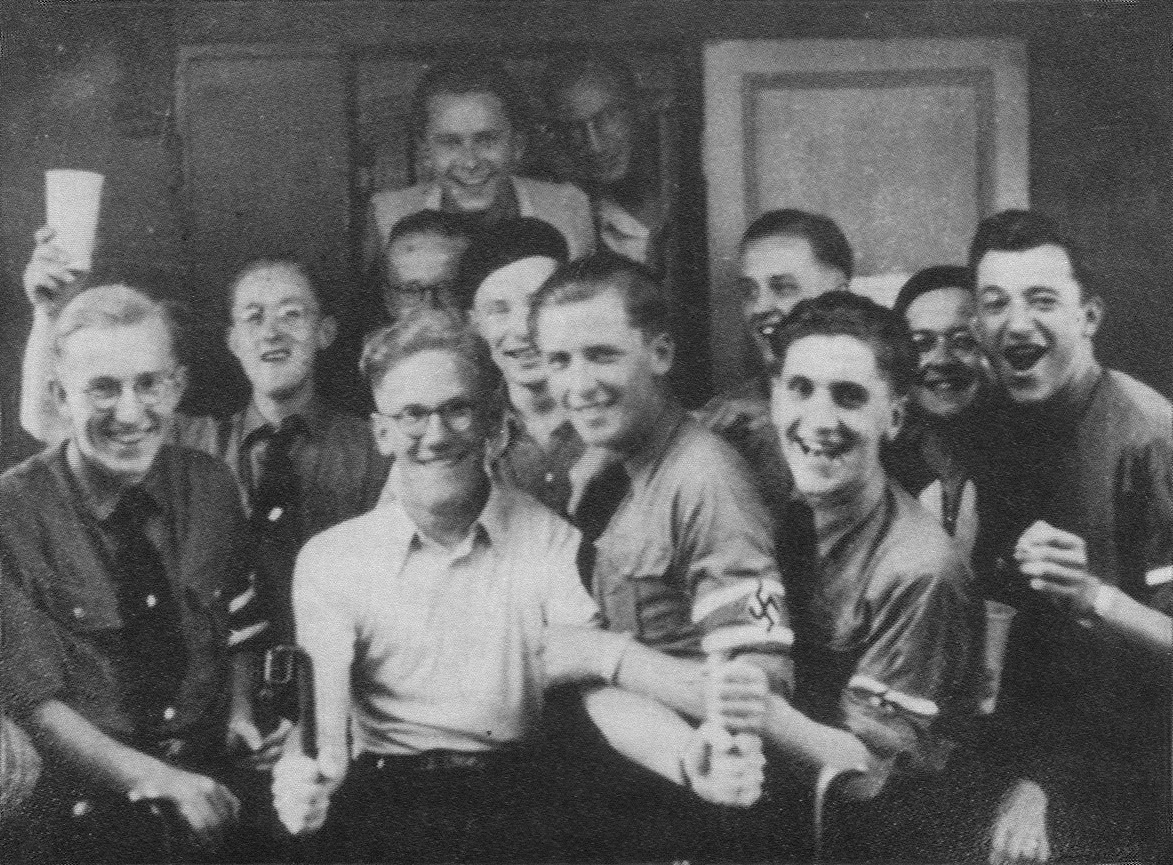
Albrecht der Bär (1939)

Im November 1938 übernahm der Würzburger SC die Kameradschaft Eslarn als SC-Gemeinschaftskameradschaft. Nach und nach retablierten sich die Altherrenverbände hinter eigenen Kameradschaften. Anders als von den Nationalsozialisten beabsichtigt, kam es zu einer langsamen Wiederbelebung des Korporationswesens.
Würzburg entwickelte sich von 1941 bis 1944 zur Hochburg des Waffenstudententums. Am 1. April 1942 bestanden an der Julius-Maximilians-Universität Würzburg neun Kameradschaften. Alte Herren der sieben Würzburger Corps beteiligten sich an vier Kameradschaften:
- Albrecht der Bär – 1938 bis 1945, Nassauerhaus: Franconia, Bavaria, Nassovia, Rhenania, Guestphalia und Makaria (alle Corps außer Moenania). Schon 1939 überfüllt, musste „der Bär“ geteilt werden. So spaltete sich 1939 die Gemeinschaft Wennemacher ab, welche ihren Sitz auf das Huttenschlösschen verlegte und sich in 1940 in Balthasar Neumann umbenannte. Bavaria schied im SS 1943 aus und rekonstituierte als Corps.
- Balthasar Neumann – Mai 1940 bis März 1945, Huttenschlösschen: Rhenania.
- Manfred von Richthofen, später ab 1940: Philipp Franz von Siebold – 1938 bis März 1945, Mainländerhaus: Moenania.
- Tilman Riemenschneider – 1939 bis März 1945, Haus der katholischen Verbindung Walhalla: Guestphalia.[20]

## Kameradschaften mit überwiegender Betreuung durch Weinheimer Corps
| Hochschulort      | Kameradschaft                     | Beteiligte Corps, Landsmannschaften und andere Verbindungen                                                                              |
| ----------------- | --------------------------------- | --- |
| Aachen            | Arminius                          | Corps Marko-Guestphalia |
| Aachen            | Glückauf                          | Corps Montania Aachen |
| Aachen            | Mehler                            | Corps Delta Aachen |
| Berlin            | Derfflinger                       | Corps Marchia-Borussia |
| Berlin            | Rudolf Diesel                     | Corps Pomerania-Silesia |
| Berlin            | Ulrich von Hutten                 | Corps Saxo-Borussia Berlin |
| Berlin            | Theodor Körner                    | Corps Guestphalia Berlin (WSC) Corps Holsatia (WSC) Corps Berolina Berlin (ab WS 1941/42) Corps Rheno-Guestphalia Berlin (ab WS 1941/42) |
| Berlin            | Kubitza                           | Corps Franconia Berlin Landsmannschaft Arminia Jagdcorps Masovia zu Berlin                                                               |
| Berlin            | Niedersachsen                     | Corps Saxonia Berlin |
| Berlin            | Preußen                           | Corps Cheruscia Berlin Corps Teutonia Berlin                                                                                             |
| Berlin            | Wessel                            | Corps Spreemark |
| Bonn              | Ernst Moritz Arndt                | Corps Rheinpreussen Bonn Landsmannschaft Marksburgia Landsmannschaft Salia Akademischer Frontkämpferverband (WS 1941/42)                 |
| Braunschweig      | Heinrich der Löwe                 | Corps Teutonia-Hercynia Braunschweig Corps Rhenania Braunschweig Corps Marchia Braunschweig                                              |
| Breslau           | Siling                            | Corps Frisia Breslau Corps Silingia Breslau                                                                                              |
| Clausthal         | Kurt Elliesen                     | Corps Borussia Clausthal Corps Hercynia Clausthal Corps Montania Clausthal                                                               |
| Danzig            | Tannenberg                        | Corps Borussia Danzig |
| Darmstadt         | Bismarck                          | Corps Rhenania Darmstadt |
| Darmstadt         | Kapitän Lehmann                   | Corps Hassia Darmstadt Corps Chattia Darmstadt                                                                                           |
| Darmstadt         | General Litzmann                  | Corps Franconia Darmstadt (1939) |
| Dresden           | Markgraf Gero                     | Corps Gothia Dresden Corps Albingia Dresden                                                                                              |
| Dresden           | Schill                            | Corps Albingia Corps Altsachsen Dresden Corps Franco-Marcomannia Corps Gothia Dresden Corps Teutonia Dresden Corps Thuringia Dresden     |
| Frankfurt am Main | Freiherr vom Stein (1943)         | Corps Frisia Frankfurt Corps Frisia Göttingen                                                                                            |
| Freiberg          | Berghauptmann von Herder          | Corps Franconia Fribergensis Corps Montania Freiberg Corps Saxo-Borussia Freiberg                                                        |
| Halle (Saale)     | von Mackensen                     | Corps Agronomia Hallensis Corps Franconia Halle Corps Palatia Halle                                                                      |
| Hannover          | Fritzsch                          | Corps Macaro-Visurgia (1940) |
| Hannover          | Paul von Hindenburg               | Corps Ostfalia Corps Saxonia Hannover Corps Slesvico-Holsatia Academischer Reitclub                                                      |
| Hannover          | Leibniz                           | Corps Hannoverania |
| Hannover          | Schill                            | Corps Normannia Hannover |
| Hannover          | Werner von Siemens                | Corps Hannovera Hannover |
| Hannover          | Wachenburg                        | Corps Alemannia Hannover |
| Hannover          | Herzog Widukind                   | Corps Brunsviga Hannover Turnerschaft Hansea                                                                                             |
| Hohenheim         | Florian Geyer                     | Corps Germania Hohenheim Corps Agronomia (NSC)                                                                                           |
| Karlsruhe         | Walter Borbet                     | Corps Franconia Karlsruhe |
| Karlsruhe         | Oberrhein                         | Alemannia Karlsruhe Burschenschaft Tuiskonia                                                                                             |
| Karlsruhe         | Albert Leo Schlageter             | Corps Cheruskia Karlsruhe Corps Frisia Karlsruhe                                                                                         |
| Köln              | Wachenburg                        | Corps Rheno-Franconia Corps Guestphalia Köln                                                                                             |
| Leipzig           | Hans Knirsch                      | Corps Hermunduria Leipzig Corps Rheno-Guestphalia Leipzig Corps Stauffia Leipzig                                                         |
| Mannheim          | Friedrich Friesen                 | Corps Huberto-Rhenonicaria (1940) Corps Thuringia Heidelberg (1939) Corps Ghibellinia (1940)                                             |
| München           | Houston Stewart Chamberlain       | Corps Guestphalia München Corps Hercynia München (KSCV)                                                                                  |
| München           | Friedrich der Große               | Corps Saxo-Thuringia München Corps Normannia München                                                                                     |
| München           | Hochberg / Herterich / Schlieffen | Corps Suevo-Salingia Landsmannschaft Hansea Corps Vandalia München Landsmannschaft Hannovera auf dem Wels Landsmannschaft Schyria        |
| München           | Andreas Hofer                     | Corps Germania München Corps Vitruvia |
| München           | Graf Spee                         | Corps Cisaria |
| Stuttgart         | Götz von Berlichingen             | Corps Bavaria Stuttgart (1937) Corps Rhenania Stuttgart Corps Stauffia Corps Teutonia Stuttgart                                          |

## Corps ohne Verbindung zu Kameradschaften

### Kösener
- Austria[21]
- Baltia[21]
- Borussia Bonn[21]
- Borussia Tübingen[21]
- Bremensia[21]
- Brunsviga Göttingen[21]
- Danubia[21]
- Franconia Hamburg[21]
- Frankonia Brünn[21]
- Frankonia Prag[21]
- Friso-Luneburgia[21]
- Hildeso-Guestphalia[21]
- Holsatia[21]
- Isaria[21]
- Marchia Brünn[21]
- Neoborussia Halle[21]
- Rhaetia[21]
- Saxonia Göttingen[21]
- Saxonia Kiel[21]
- Suevia Prag[21]
- Vandalia Rostock[21]
- Visigothia Rostock[21]

### Weinheimer
- Alemannia Kiel[21]
- Alemannia (fr. Agronomia) München[21]
- Baltica Danzig[21]
- Bavaria Karlsruhe[21]
- Cheruscia Danzig[21]
- Cimbria Berlin[21]
- Cheruskia Hamburg[21]
- Marchia Greifswald[21]
- Markomannia Bonn[21]
- Neo-Franconia Breslau[21]
- Normannia Marburg[21]
- Obotritia Darmstadt[21]
- Saxonia Karlsruhe[21]
- Teutonia Freiberg[21]

## Kösener Zeitzeugen
Bei Erich Bauer
- Berlin: Otto Bothe (Suevo-Borussia, Holsatia), Heinrich Lünenberger (Suevo-Borussia, Suevia Freiburg, Teutonia Marburg), Carl-Hubert Schwennicke (Marchia Berlin EM)[22]
- Bonn: Friedrich Max Killing (Guestphalia Bonn)
- Breslau: Gerhard Marticke (Silesia), Hans Heinrich Jerschke (Lusatia Breslau ECB, Moenania, Lusatia Leipzig)
- Erlangen: Walter Hagenbauer (Onoldia), Werner Matthäus (Bavaria Erlangen), Eugen Sterner (Guestphalia Erlangen)[23]
- Freiburg: Werner Meißner (Rhenania Freiburg, Rheno-Guestphalia), Fritz Nachreiner (Rhenania Würzburg, Hasso-Borussia), Hans Hindenlang (Hubertia Freiburg)
- Gießen: Ludwig Engisch (Hassia)
- Göttingen: Fritz Rusche (Suevia München, Brunsviga Göttingen)[24]
- Greifswald: Friedrich Hasse (Borussia Greifswald)
- Halle: Günther Niewerth (Palaiomarchia, Masovia)
- Hann. Münden: Wolfram Gieseler (Saxonia Hann. Münden, Brunsviga Göttingen)
- Heidelberg: Herbert Ziegner (Suevia Heidelberg)
- Jena:  Wilhelm Czermak (Saxonia Jena, Saxonia Bonn)
- Köln: Theo Schulte-Middelich (Hansea)
- Königsberg: Otto Fünfstück (Littuania)
- Marburg: Eduard Kleinschmidt (Teutonia)
- München: Carl-Eduard Klein (Franconia München, Teutonia Gießen), Theodor Kleinschmidt (Brunsviga EM), Robert Magin (Hubertia), Edmund Scheeberger (Palatia), Stemer (Hercynia), Werner Teichmann (Isaria, Rheno-Guestphalia). Emil Veicht (Makaria München)
- Münster: Erich Heiermann (Rheno-Guestphalia)
- Straßburg: August Krause I (Suevia Straßburg), Arthur Berger (Isaria, Palatia Straßburg, Frankonia Prag)
- Tharandt: Riedel (Hubertia, Hercynia)
- Tübingen: Hermann Greiner (Franconia)